# グアルディアグレーレ
グアルディアグレーレ（イタリア語: Guardiagrele）は、イタリア共和国アブルッツォ州キエーティ県にある、人口約9,000人の基礎自治体（コムーネ）。

## 地理

### 位置・広がり

#### 隣接コムーネ
隣接するコムーネは以下の通り。
- カーゾリ
- カステル・フレンターノ
- フィレット
- オルソーニャ
- パロンバーロ
- ペンナピエディモンテ
- ラピーノ
- サン・マルティーノ・スッラ・マッルチーナ
- サンテウザーニオ・デル・サングロ

## 行政

### 分離集落
グアルディアグレーレには、以下の分離集落（フラツィオーネ）がある。
- Anello, Bocca di Valle, Caporosso, Caprafico, Cerchiara, Colle Barone, Colle Luna, Colle Spedale, Comino, Melone, Piana San Bartolomeo, Piano delle Fonti, San Biase, San Domenico, Colle Bianco, San Leonardo, Santa Lucia, Sciorilli, Tiballo, Villa San Vincenzo, Voire

## 文化・観光
「スローシティ」加盟都市である。